# ゆうな (モデル)
ゆうなは、日本の女性タレント、モデル、YouTuber、インフルエンサー。

## 来歴
滋賀県出身。KOUEN所属。
生まれも育ちも日本だが、両親が韓国人であることから、韓国国籍。
兄弟は双子の姉（じゅんな）、姉、弟。
身長160cm 体重45kg
足のサイズ 23.5cm
高校2年生当時からじゅんなと共にTikTokを始めた直後に注目を集め出し、芸能事務所からのスカウトを受ける。
高校卒業と同時に芸能事務所と専属契約し、本格的に芸能活動を開始。
2020年3月〜2022年12月 Ranzuki専属モデル
2023年2月〜現在 韓国語学留学中。
じゅんなの双子の妹で、二人の活動名は「いこーるちゃん」。
趣味：ゲーム、カラオケ、メイク。
特技：韓国語、ダンス、バレーボール